# Tibor Kovács (Archäologe)
Tibor Kovács (* 10. Februar 1940 in Kalocsa, Ungarn; † 19. November 2013 in Budapest) war ein ungarischer Archäologe und Museumsleiter.

## Leben und Wirken
Tibor Kovács legte 1958 die Reifeprüfung am Jesuitengymnasium in Kalocsa ab. Anschließend studierte er an der Eötvös-Loránd-Universität in Budapest und erhielt 1963 Abschlüsse in Archäologie und als Geschichtslehrer. Danach begann er eine Tätigkeit in der Abteilung für Archäologie des Ungarischen Nationalmuseums und beschäftigte sich vor allem mit der Bronzezeit und der frühen Eisenzeit in Ungarn, besonders im Karpatenbecken und im Mittelmeerraum. 1966 wurde er promoviert. Danach unterrichtete er an der Eötvös-Loránd-Universität Archäologie und Kunstgeschichte.

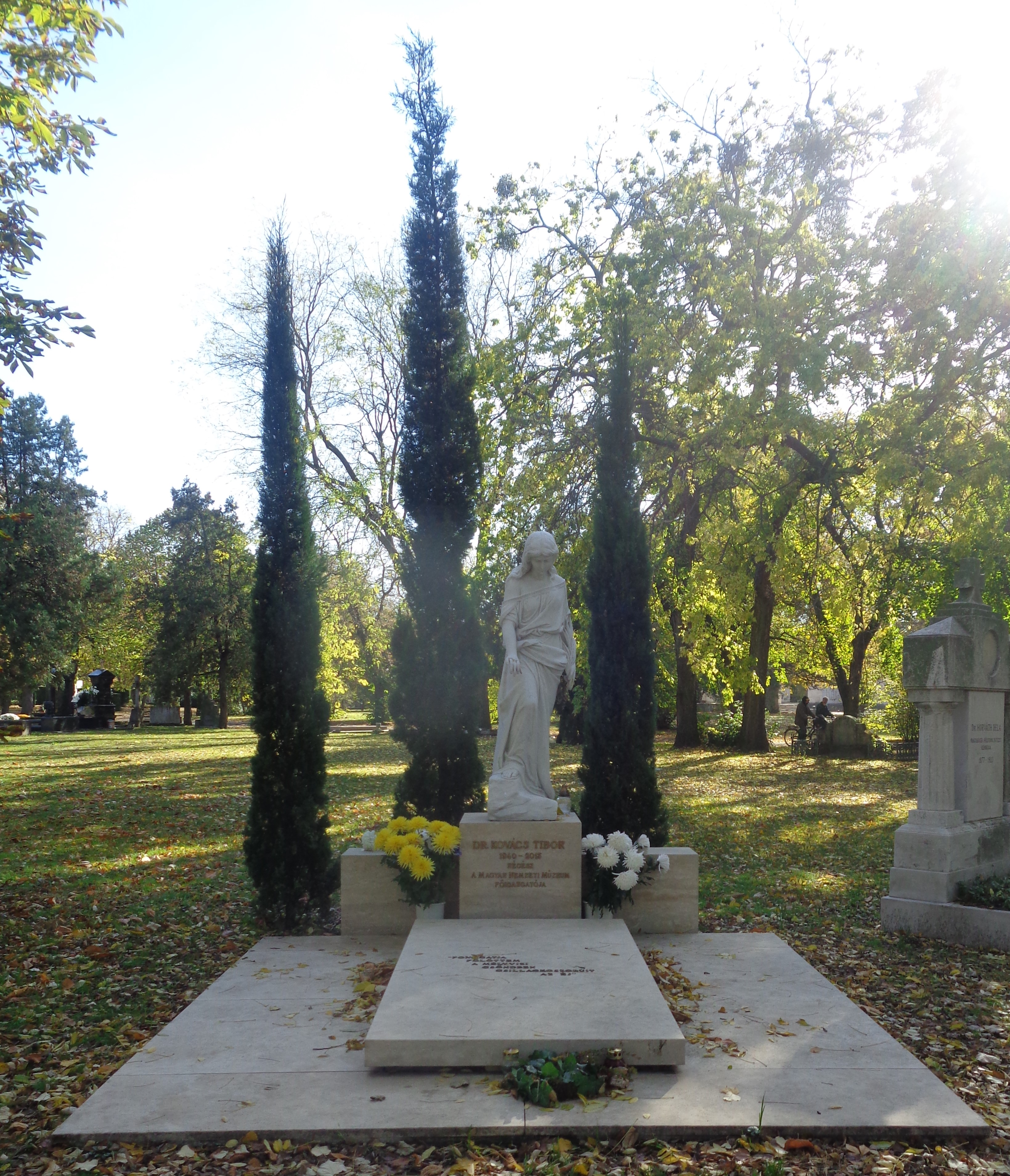
Das Grab von Tibor Kovács (Friedhof an der Fiumer Straße)

Ab 1965 nahm er an mehreren Ausgrabungen teil, unter anderem im Zeitraum von 1965 bis 1972 um Tiszafüred mit Funden zur Bronzezeit. Die Ergebnisse veröffentlichte er 1977 in dem Buch A bronzkor Magyarországon, das in mehrere Sprachen übersetzt wurde und auf Deutsch unter dem Titel Die Bronzezeit in Ungarn erschien. Von 1977 bis 1994 war er Kurator der Dauerausstellung Bronzezeit des Ungarischen Nationalmuseums. 1981 wurde er stellvertretender Generaldirektor des Nationalmuseums und 1986 nach dem Tod von Ferenc Fülep für einige Monate geschäftsführender Generaldirektor.
In der zweiten Hälfte der 1980er Jahre nahm er an Ausgrabungen um Fehérvárcsurgó mit Funden zur Eisenzeit teil. Ab 1991 unterrichtete er zusätzlich an der Ungarischen Akademie der Bildenden Künste Restauratoren.
Von 1999 bis 2010 war er Generaldirektor des Ungarischen Nationalmuseums. Während seiner Amtszeit wurde im Jahr 2000 eine neue archäologische Dauerausstellung eröffnet und das Gebäude nach den ursprünglichen Entwürfen von Mihály Pollack restauriert und im Jahr 2006 fertiggestellt.
Tibor Kovács war Herausgeber oder Mitherausgeber mehrerer wissenschaftlicher Publikationsreihen des Ungarischen Nationalmuseums wie Inventaria Praehistorica Hungariae, Catalogi Musei Nationalis Hungarici, Opuscula Hungarica und Monumenta Germanorum Archaeologica Hungariae und er war Mitglied des Herausgebergremiums der Zeitschriften Archaeologiai Értesítő der Ungarischen Gesellschaft für Archäologie und Kunstgeschichte und História der Ungarischen Historischen Gesellschaft. Ab 1986 war er bis zu seinem Tode Chefredakteur des Jahrbuchs Folia Historica des Ungarischen Nationalmuseums.
Er war ab 1966 Mitglied der Ungarischen Gesellschaft für Archäologie und Kunstgeschichte, von 1981 bis 2004 Generalsekretär und ab 2004 bis zu seinem Tod Präsident.

## Auszeichnungen
- 1985: Flóris-Rómer-Medaille der Ungarischen Archäologischen Vereinigung
- 1987: Ferenc-Móra-Medaille des Ferenc-Móra-Bildungsvereins
- 1999: Arnold-Ipolyi-Medaille des Ungarischen Fonds für wissenschaftliche Forschung
- 2002: Ritterkreuz des Ungarischen Verdienstordens
- 2003: Ferenc-Széchényi-Medaille des Ungarischen Nationalmuseums
- 2008: Kulturpreis der italienischen Botschaft und des italienischen Kulturinstituts
- 2009: Offizierskreuz des Ungarischen Verdienstordens

## Schriften
- Tumulus Culture Cemeteries of Tiszafüred. Magyar Nemzeti Múzeum, Budapest 1975, OCLC 3858749 (Régészeti Füzetek. Ser. II, Nr. 17).
- A bronzkor Magyarországon. Corvina, Budapest 1977, ISBN 963-13-0490-6.

- Deutsch: Die Bronzezeit in Ungarn. Aus dem Ungarischen von Franz Gottschlig. Corvina, Budapest 1977, ISBN 963-13-4492-4.
- Englisch: The bronze Age in Hungary. Aus dem Ungarischen von Mária Telegdy-Lenkei. Corvina, Budapest 1977, ISBN 963-13-4490-8.
- Französisch: L'age du bronze en Hongrie. Aus dem Ungarischen von Éva Szilágyi. Corvina, Budapest 1977, ISBN 963-13-4491-6.

- Õsi kéziszerszámoktól az ipari formatervezésig. In: História. 1, 1990, S. 4–5 (online).

Redaktion
- Eszter Aczél et al.: Vom Ende der Türkenkriege bis zur Millenniumsfeier. Sie Geschichte Ungarns im 18.–19. Jahrhundert. Helikon, Budapest 1997, ISBN 963-208-416-0.
- Katalin T. Bíró: An der Grenze von Orient und Okzident. Die Geschichte der Völker auf ungarischem Boden. 400.000 v. Chr. – 804 n. Chr. Helikon, Budapest 2003, ISBN 963-208-842-5.

Herausgeberschaft
- Neuere Daten zur Siedlungsgeschichte und Chronologie der Kupferzeit des Karpatenbeckens. Magyar Nemzeti Múzeum, Budapest 1995, ISBN 963-7421-94-7.
- Szuzsa Lovag: Mittelalterliche Bronzegegenstände des ungarischen Nationalmuseums. Fekete Sas, Budapest 1999, ISBN 963-9046-36-1.
- Tamás Gesztely: Antike Gemmen im Ungarischen Nationalmuseum. Magyar Nemzeti Múzeum, Budapest 2000, ISBN 963-9046-42-6.
- Edit D. Matuz, Gyula Nováki: Spätbronzezeitliche, früheisenzeitliche Erdwälle in Nordungarn. Magyar Nemzeti Múzeum, Budapest 2002, ISBN 963-9046-69-8.
- László András Horváth, Katalin H. Simon: Das Neolithikum und die Kupferzeit in Südwesttransdanubien. Siedlungsgeschichte und Forschungsstand. Magyar Nemzeti Múzeum, Budapest 2003, ISBN 963-9046-43-4.
- Pál Patay: Kupferzeitliche Siedlung von Tiszalúc. Magyar Nemzeti Múzeum, Budapest 2005, ISBN 96-3706-1150.
- A túlélés rövid évszázada. Magyar Nemzeti Múzeum, Budapest 2007, ISBN 978-963-7061-38-7.